# Torneo de Catar 2024
El Qatar Total Open 2024 fue un torneo de tenis WTA 1000 en la rama femenina. Se disputó en Doha (Catar), en el complejo International Tennis and Squash y en cancha dura al aire libre, se jugó entre el 11 y el 17 de febrero de 2024.

## Distribución de puntos
| Modalidad           | Campeona | Finalista | Semifinales | Cuartos de final | 3ª ronda | 2ª ronda | 1ª ronda | Clasificadas | 2ª ronda de clasificación | 1ª ronda de clasificación |
| Individual femenino | 1000     | 650       | 390         | 215              | 120      | 65       | 10       | 30           | 20                        | 2                         |
| Dobles femenino     | 1000     | 650       | 390         | 215              | -        | 120      | 10       | -            | -                         | -                         |

## Cabezas de serie

### Individuales femenino
| Tenista               | Ranking | Preclasificada |
| Iga Świątek           | 1       | 1              |
| Coco Gauff            | 3       | 2              |
| Elena Rybakina        | 5       | 3              |
| Ons Jabeur            | 6       | 4              |
| Qinwen Zheng          | 7       | 5              |
| Markéta Vondroušová   | 8       | 6              |
| Maria Sakkari         | 9       | 7              |
| Karolína Muchová      | 10      | 8              |
| Jeļena Ostapenko      | 11      | 9              |
| Barbora Krejčiková    | 12      | 10             |
| Beatriz Haddad Maia   | 13      | 11             |
| Daria Kasatkina       | 14      | 12             |
| Liudmila Samsonova    | 15      | 13             |
| Veronika Kudermetova  | 16      | 14             |
| Ekaterina Alexandrova | 19      | 15             |
| Elina Svitolina       | 20      | 16             |

- Ranking del 5 de febrero de 2024.

### Dobles femenino
| Tenista                            | Ranking | Preclasificada |
| Su-wei Hsieh Elise Mertens         | 3       | 1              |
| Gabriela Dabrowski Erin Routliffe  | 11      | 2              |
| Nicole Melichar Ellen Perez        | 23      | 3              |
| Barbora Krejčiková Laura Siegemund | 29      | 4              |
| Demi Schuurs Luisa Stefani         | 29      | 5              |
| Lyudmyla Kichenok Jeļena Ostapenko | 33      | 6              |
| Storm Hunter Alycia Parks          | 35      | 7              |
| Hao-ching Chan Giuliana Olmos      | 46      | 8              |

## Campeones

### Individual femenino
Iga Świątek venció a  Elena Rybakina por 7-6(8), 6-2

### Dobles femenino
Demi Schuurs /  Luisa Stefani vencieron a  Caroline Dolehide /  Desirae Krawczyk por 6-4, 6-2